# Marco Asínio Marcelo (cônsul em 104)
Marco Asínio Marcelo (em latim: Marcus Asinius Marcelus), dito o Jovem, foi um senador romano nomeado cônsul sufecto em 104. Era filho de Marco Asínio Marcelo, o Velho e irmão de Asínia Marcela, esposa de Caio Júlio Quadrado Basso, legado imperial na província da Judeia (102-105), cônsul em 105. 
Os "Asínios Marcelos" são parentes do ramo imperial dos "Cláudios Marcelos".